# Deucalió (fill de Prometeu)
Segons la mitologia grega, Deucalió (en grec antic: Δευκαλίων) va ser fill de Prometeu i de Celeno (o de Clímene).
Juntament amb la seua cosina i esposa Pirra, filla d'Epimeteu i Pandora, es va salvar del diluvi amb què Zeus decidí exterminar la humanitat pervertida. Seguint el consell de Prometeu,  van construir una «arca», un gran cofre, i s'hi van ficar. Van surar durant nou dies i nou nits pel damunt de les aigües, i al desè dia van embarrancar al cim del Parnàs. Llavors van consultar Hermes, enviat per Zeus, que els va oferir de concedir-los-hi el desig que volguessin i Deucalió va demanar de tenir companyia. Zeus els va dir: «Cobriu-vos el cap i llanceu pel darrere els ossos de la vostra mare».
Aquesta pintura mostra Deucalió i Pirra, els únics supervivents d’un diluvi enviat per Zeus. Després, van repoblar la Terra llançant pedres que es convertiran en humans. Després de meditar el sentit d'aquestes paraules, van arribar a la conclusió que la seua mare era la terra, i les pedres els seus ossos. Van obeir, i les pedres llançades per Deucalió es van convertir en homes i les de Pirra dones, que van repoblar la terra.